# Maria Shriver
Maria Owings Shriver [məˈɹiːə ˈoʊɪŋz ˈʃɹaɪvɚ], née le 6 novembre 1955 à Chicago, États-Unis est une journaliste américaine. En tant qu'épouse d'Arnold Schwarzenegger, gouverneur de Californie, elle a été Première dame de Californie de 2003 à 2011.

## Présentation
Elle est la fille d'Eunice Kennedy, sœur du président John Fitzgerald Kennedy et de Sargent Shriver, ancien ambassadeur des États-Unis en France (de 1968 à 1970) et candidat à la vice-présidence des États-Unis en 1972.
Maria Shriver a été mariée à Arnold Schwarzenegger de 1986 à 2017. De leur union sont issus quatre enfants : Katherine Eunice, née le 13 décembre 1989, Christina Maria, née le 23 juillet 1991, Patrick Arnold, né le 18 septembre 1993, et Christopher Sargent, né le 27 septembre 1997. Le 9 mai 2011, le couple annonce sa séparation, sans toutefois préciser s'il a l'intention de divorcer,. Arnold Schwarzenegger révèle quelques jours plus tard qu'il a eu un enfant avec une de ses employées de maison, Mildred Baena, pour expliquer sa séparation avec Maria Shriver, qui demande le divorce le 1er juillet. Celui-ci est prononcé officiellement plus de dix ans après, en décembre 2021.
Fervente démocrate, elle a apporté son soutien à Barack Obama.

### Récompenses télévisuelles
- Elle est colauréate en 2009 de deux Emmy Awards, en tant que productrice exécutive, dans les catégories «Exceptional Merit in Nonfiction Filmmaking» et «Outstanding Children's Nonfiction Program», pour deux épisodes de la série télévisée documentaire en quatre épisodes The Alzheimer Project, récompenses partagées avec plusieurs autres producteurs et producteurs exécutifs de la série[6],[7].

### Œuvres littéraires
- (en), What’s Heaven? (avec des illustrations de Sandra Speidel), Golden Books, New York, 1999, 32 p.,  (ISBN 0307440435), (LCCN 98049837).
- (en), Ten Things I Wish I’d Known-- Before I Went Out Into the Real World, Warner Books, New York, 2000, xviii + 125 p.,  (ISBN 0446526126), (LCCN 99045651).
  - Réédition en 2003 : Andrews McMeel Publishing, Kansas City, 2003, 98 p.,  (ISBN 0740733591), (LCCN 2002111872).
- (en), What’s wrong with Timmy? (avec des illustrations de Sandra Speidel), éditions Little, Brown, Boston, 2001, 48 p.,  (ISBN 0316233374), (LCCN 00054951).
- (en), What’s Happening to Grandpa? (avec des illustrations de Sandra Speidel), coédition : éditions Little, Brown et Warner Books, Boston, 2004, 48 p.,  (ISBN 0316001015), (LCCN 2003111975).
- (en), And one more thing before you go, Free Press, New York, 2005, 62 p.,  (ISBN 0743281012), (LCCN 2005045076).
- (en), Just Who Will You Be? : Big Question, Little Book, Answer Within, éditions Hyperion, New York, 2008, xi + 91 p.,  (ISBN 9781401323189), (LCCN 2008002100).